# Annie Murphy
Annie Murphy, född 19 december 1986 i Ottawa, Ontario, är en kanadensisk skådespelare.
Murphy har bland annat medverkat i TV-serierna Schitt's Creek (2015–2020) och Kevin Can F**k Himself (2021–2022). Hon har även medverkat i filmen Ruby – Havsmonstret från 2023.

## Filmografi (i urval)
- 2015–2020: Schitt's Creek
- 2021–2022: Kevin Can F**k Himself
- 2023: Ruby – Havsmonstret